# Bunkobon
Bunkobon (japanisch 文庫本) bezeichnet ein in Japan gebräuchliches Buchformat für kleine und billige Bücher, das hauptsächlich für Romane verwendet wird. Die meisten dieser Bücher besitzen eine Größe, die dem Format A6 entspricht, und besitzen, wie japanische Taschenbücher allgemein, einen Schutzumschlag um den Einband.
Ähnlich wie die auf dem westlichen Markt verbreiteten Taschenbücher werden Bunkobon als billigere Variante bereits als Deckenband erschienener Bücher veröffentlicht.
Manga, die im gleichen Format wie ein Bunkobon veröffentlicht werden, werden als Bunkoban (kurz „Bunko“) bezeichnet.

## Name
In der späten Meiji-Zeit erschienen Taschenbuchreihen, die sich auf Grund ihres Umfangs als bunko (Bibliothek) bezeichneten, z. B. Shūchin Meicho Bunko (袖珍名著文庫) mit 50 Bänden von 1903, Shūchin Bunko (袖珍文庫) mit 80 Bänden von 1910 und Tachikawa Bunko (立川文庫) mit 200 Bänden von 1911. Ein einzelner Band wurde als Bunkobon, also Bunko-Buch, bezeichnet, was später zum Synonym für Taschenbücher wurde.